# 红楼梦 (越剧电视剧)
红楼梦，2000年越剧电视剧，浙江影视创作所、绍兴电视台、杭州南广影视制作公司制作拍摄。2000年8月开拍。导演为梁永璋。本电视剧共30集，为中国迄今为止最长的戏曲电视剧。电视剧拍摄地位于浙江平湖莫氏庄园。

## 主要演职人员
- 导演：梁永璋
- 编剧：徐进
- 作曲：顾振遐、顾达昌
- 艺术顾问：徐玉兰、王文娟

### 主要演员
- 贾宝玉-钱惠丽
- 林黛玉-余彬(配唱：俞建华)
- 薛宝钗-赵海英
- 王熙凤-何嘉仪(配唱：黄美菊)
- 贾母：沈申儿
- 贾政：杨慧月
- 王夫人：王滨梅
- 邢夫人：管可人
- 元春：谢进联
- 迎春：陈珠
- 探春：林慧茜
- 惜春：岑 玲
- 秦可卿：管海燕
- 李纨：宋蓓蓓
- 妙玉：高汝霞
- 史湘云：王 玮
- 尤二姐：林碧峰
- 尤三姐：周妙利（配唱：王滨梅)
- 贾琏：杨魏文
- 贾珍：苏素云
- 贾赦：丁铭炎
- 贾蓉：张小君
- 贾蔷：李霄雯
- 薛姨妈：陈飞
- 紫鹃：刘晓敏
- 袭人：李敏
- 晴雯：徐芬芳
- 平儿：余文鹃
- 鸳鸯：钱松青
- 金钏：王建丽
- 司棋：金碧霞
- 龄官：舒 燕
- 刘姥姥：张亚蓉
- 柳湘莲：吴凤花
- 薛蟠：杜佩英
- 孙绍祖：邵龙

## 各集概述
- 第一集：宝黛初会
- 第二集：金陵命案
- 第三集：元妃省亲
- 第四集：凤姐弄权
- 第五集：可卿自缢
- 第六集：偷读西厢
- 第七集：欢喜冤家
- 第八集：龄官画蔷
- 第九集：金钏投井
- 第十集：宝玉被笞
- 第十一集：黛玉葬花
- 第十二集：游园醉卧
- 第十三集：平儿理妆
- 第十四集：贾琏偷娶
- 第十五集：三姐饮剑
- 第十六集：二姐吞金
- 第十七集：鸳鸯□婚
- 第十八集：病被雀裘
- 第十九集：抄检风波
- 第二十集：晴雯之死
- 第二十一集：司棋撞墙
- 第二十二集：迎春误嫁
- 第二十三集：紫鹃试玉
- 第二十四集：钗黛掉包
- 第二十五集：黛玉焚稿
- 第二十六集：金玉良缘
- 第二十七集：探春远嫁
- 第二十八集：查抄贾府
- 第二十九集：凤姐托孤
- 第三十集：宝玉出走